# Brachse

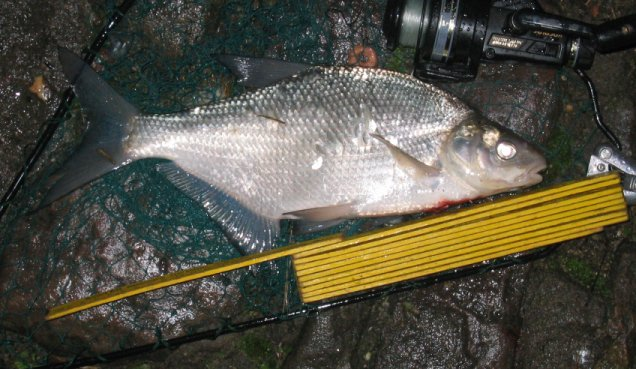
Brachse (Abramis brama) aus dem Rhein

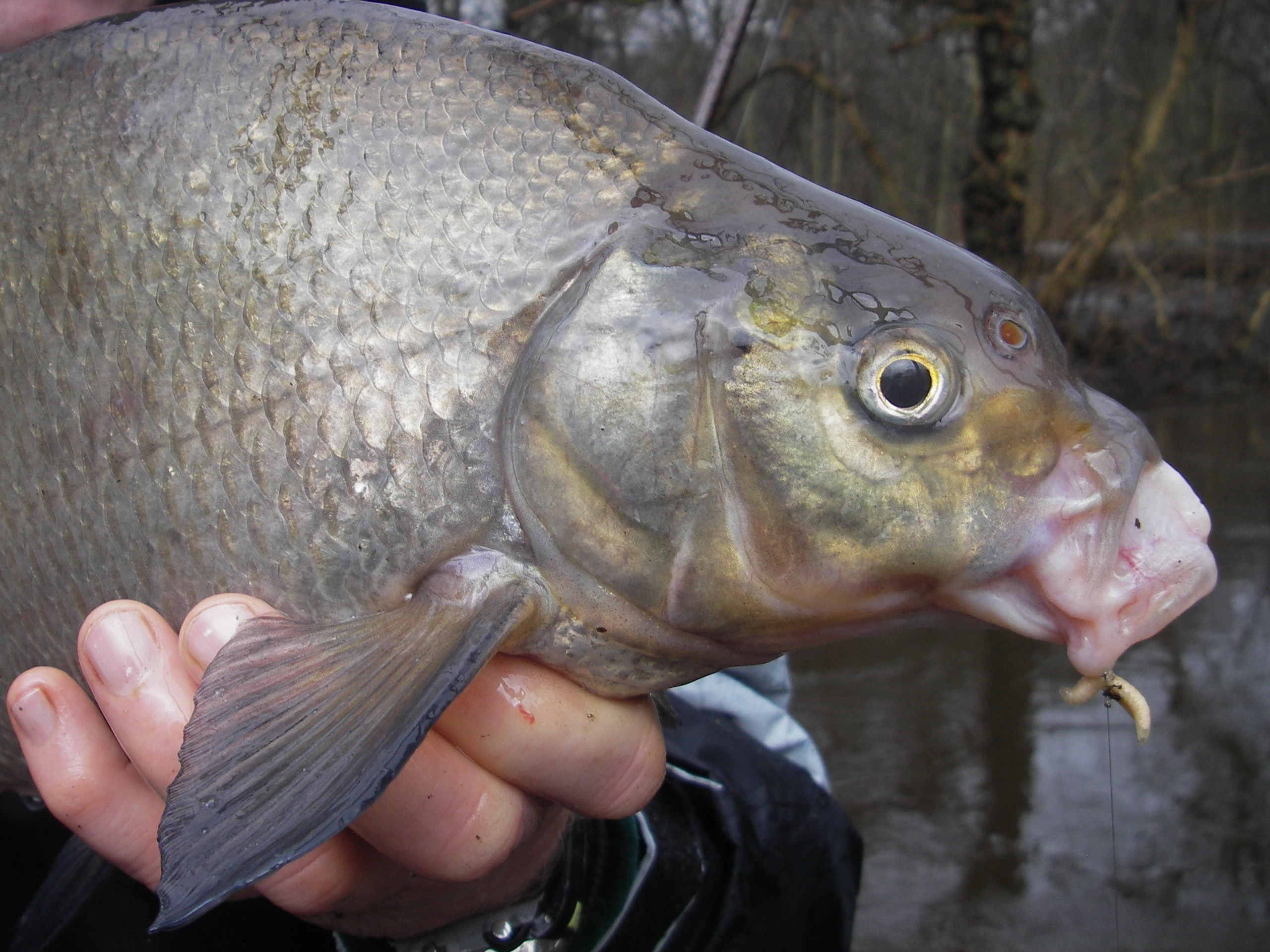
Kopfporträt eines großen Brassens mit vorgestülptem Maul

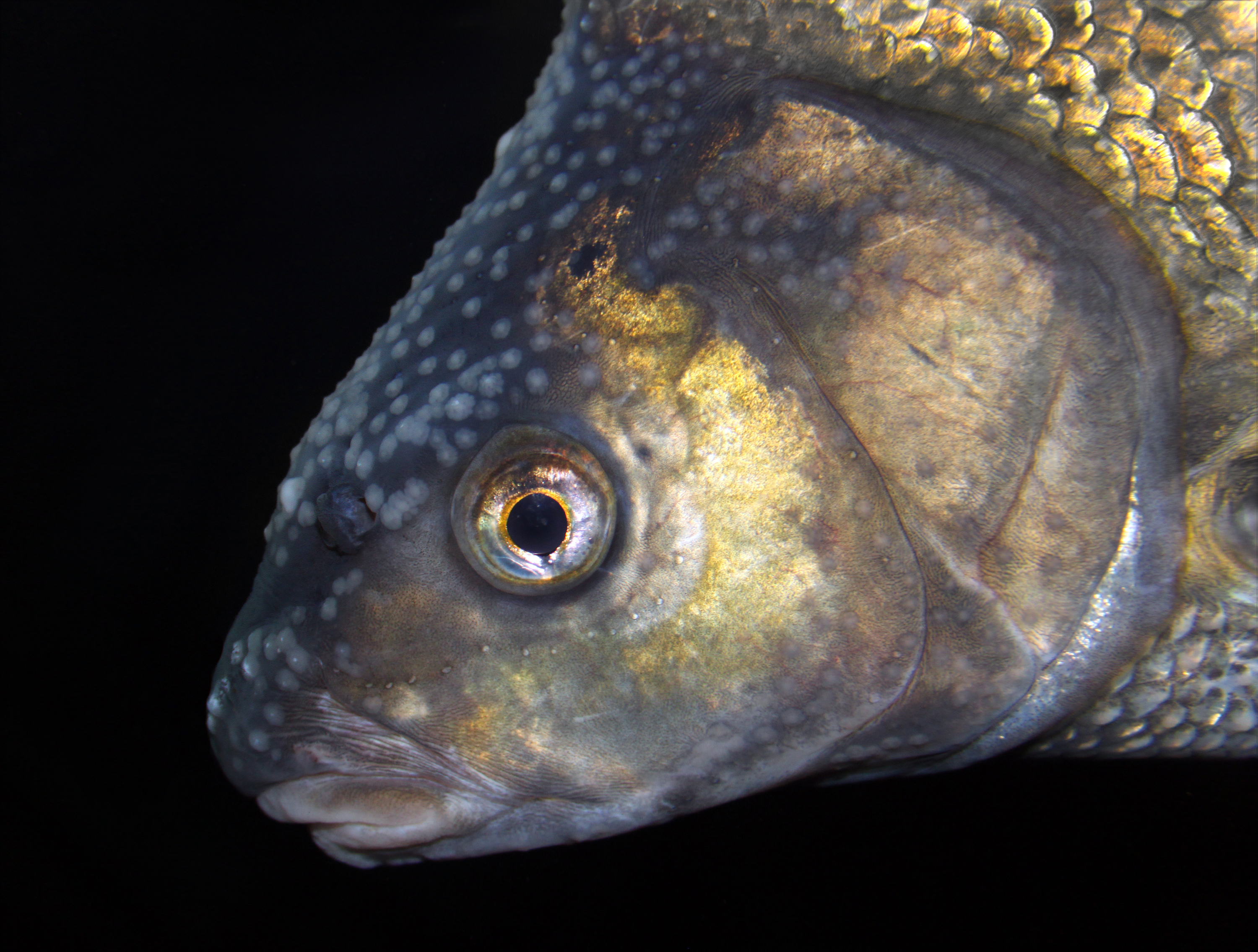
Brassen mit typischem körnigen Laichausschlag

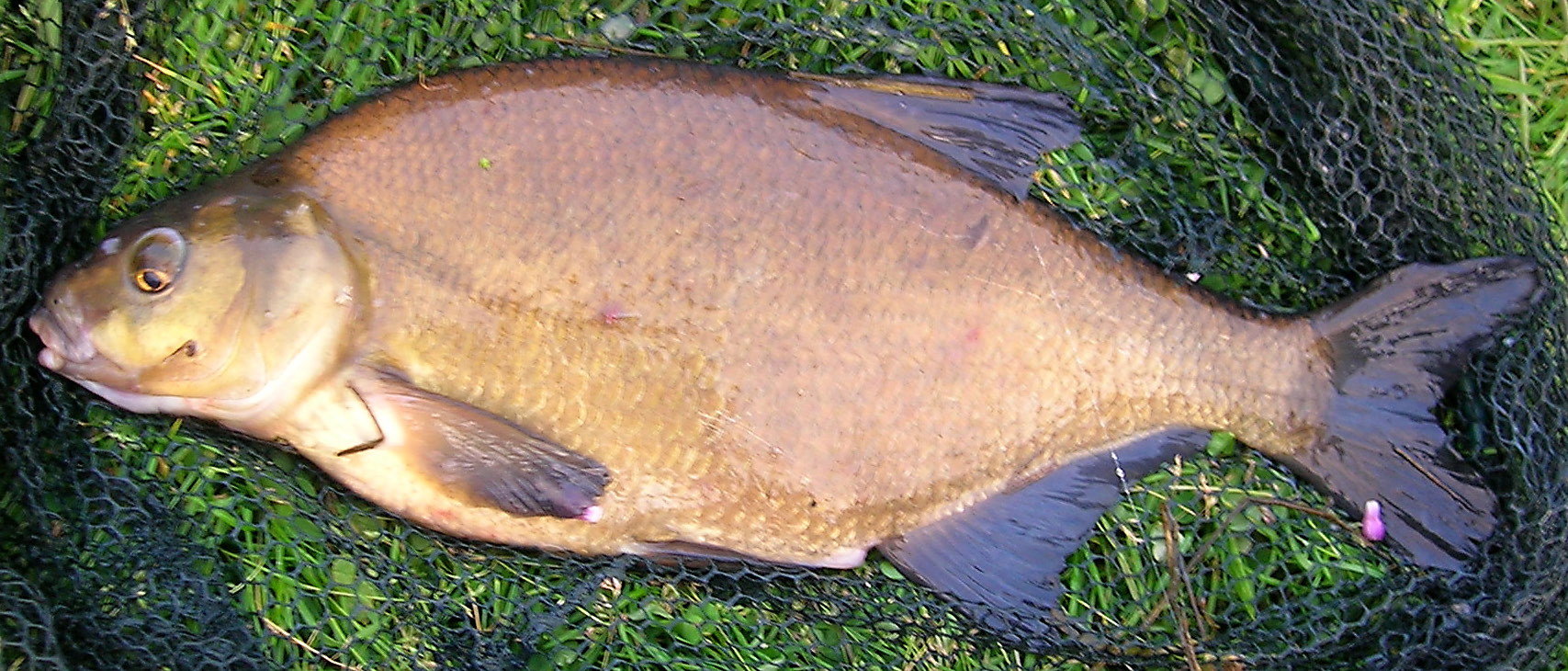
Bronzefarbener älterer Brassen

Die Brachse (Abramis brama), in Deutschland überwiegend als Brasse(n), regional auch als Brachsen, Brachsme(n), Bresen, Pliete oder Blei bekannt, ist eine Fischart aus der Familie der Karpfenfische (Cyprinidae).

## Merkmale
Im Alter von acht Jahren erreichen Brachsen eine Länge von ca. 30 bis 50 cm. Bei einer Länge von 60 cm wiegen sie im Durchschnitt 3 bis 3,5 kg. Unter idealen Bedingungen können Brachsen maximal 85 cm und über 8 kg schwer werden, so auch der deutsche Rekordfisch, gefangen im Jahr 2000. Brachsen können ein Alter von etwa 16 Jahren erreichen.
Brachsen sind seitlich sehr stark abgeflacht und hochrückig. Bei schlechter Ernährung kommt es bei den Brachsen zum sogenannten Messerrücken, der Bildung einer sehr scharfen Rückenkante. Das stumpfe Maul ist leicht unterständig, die Augen verhältnismäßig klein.
Auffällig ist die grünlich glänzende, schwarze bis bleigraue oder bleiblaue Färbung auf dem Rücken, der die Fische den Namen Blei verdanken. Die Seiten glänzen metallisch, der Bauch ist weißlich mit Perlmuttglanz. Bei älteren Brachsen kommt ein lichter Bronze- oder goldgrüner Ton durch.
Die Schuppen sind stark mit Schleim bedeckt. Die Rückenflosse ist 12-, die Afterflosse 26- bis 31-strahlig. Bis auf die Brustflossen sind die Flossen dunkelgrau, die mittelgrauen Brustflossen der Brachsen sind lang und reichen angelegt bis an den Ansatz der Bauchflossen heran. Dadurch unterscheiden sie sich vom Güster, mit dem sie manchmal verwechselt werden.
Durch gleichzeitige Laichzeiten vermischen sich Eier und Samen von Blei und Güster (und anderen Weißfischen), dadurch entstehen sogenannte Bastardfische, die sich aber anhand der Anzahl und Verteilung der Schlundzähne unterscheiden lassen.

## Vorkommen

### Verbreitung
Die Brachsen sind in Europa nördlich der Alpen und Pyrenäen sowie auf dem Balkan weit verbreitet. Im Osten findet man sie bis zum Kaspischen Meer, dem Schwarzen Meer sowie dem Aralsee und Balchaschsee. Die Unterart Abramis brama danubii lebt im Donaudelta und die Unterart A. b. orientalis im Gebiet des Kaspischen Meeres und des Aralsees.

### Gewässertypen
Brachsen bevorzugen Gewässer mit schlammigem Grund und Unterwasserpflanzenteppichen, welche Deckung und Nahrung bieten. Sie leben vor allem in der sogenannten Brachsenregion sehr langsam fließender Flüsse (vor allem in Unterläufen) und in Seen mit einem hohen Nährstoffanteil und schlammigem Grund. Sie leben in kleinen Schwärmen bodennah im Uferbereich.
Große Vorkommen der Brachsen finden sich in Strömen, Kanälen für die Binnenschifffahrt, Flusshäfen, Seen, Talsperren, Parkteichen und Baggerseen, wo Brachsen oft einen idealen Lebensraum finden.

### Gewässer mit Großbrachsen
Große Brachsen werden sowohl in kleinen Kiesgruben als auch in größeren Seen gefangen. Ein geringer Fischbestand, starker Pflanzenbewuchs und ausreichend Raubfische (hauptsächl. Hechte und Barsche), welche den Jungfischbestand stark reduzieren, sind ideale Voraussetzungen. Der hohe Raubfischdruck bewirkt, dass nur wenige Brachsen eines Jahrgangs übrigbleiben und somit das vorhandene Nahrungsangebot voll ausschöpfen können. Nicht nur Brachsen wachsen in diesem Gewässertypus besonders schnell, sondern auch Karpfen und andere Weißfische wie z. B. Rotaugen. Der relativ flache und sehr nahrungsreiche Ismaninger Speichersee erfüllt all diese Bedingungen und enthält deswegen auch eine hervorragende Brachsenpopulation aus großen und starken Einzeltieren, welche überdurchschnittlich schnell wachsen und hohe Endgewichte erreichen.
- Zu den besten Brachsengewässern Deutschlands zählen große Stauseen, wie z. B. die Möhnetalsperre. Die größten Brachsen Deutschlands werden regelmäßig im Ismaninger Speichersee bei München, im Wertach-Stausee bei Schwabmünchen, im Forggensee und in den Zuflüssen des Bodensees gefangen.
- Rekord-Brachsen gab es auch aus Weser (zweitbestes Brassengewässer Deutschlands neben dem Ismaninger Stausee), Rhein, Isar, Lech, Donau, Elbe, Alz, Segeberger See, Rottach, aus dem Bodensee, dem Großen Plöner See und der Ostsee.
- Auch kleinere Gewässer wie die Schwalm bei Mönchengladbach können vereinzelt mit 6 kg schweren Brachsen aufwarten. In Norddeutschland gilt die Wilsterau westlich von Hamburg als Geheimtipp für besonders große Brachsen. In der Lecker Au wurden ebenfalls Rekord-Brachsen gefangen.
- In Österreich zählen der Völkermarkter Stausee und der Längsee in Kärnten zu den besonders guten Brachsengewässern.
- In Dänemark und Schweden werden Brachsenfänge bis 7,5 kg gemeldet.

Kapitale Brachsen ziehen in kleinen Schwärmen oft in größerem Abstand zum Ufer durch das Gewässer und suchen aus Vorsicht meist nur nachts die flacheren Uferbereiche auf. Größere Brachsen findet man häufig an den Abbruchkanten von Landzungen, an der Scharkante oder in flacheren Stauseen im alten Fluss- oder Bachbett.

## Ernährung
Ihr Maul ist vorstülpbar und hilft den Brachsen bei der Suche nach Zuckmückenlarven, Schlammröhrenwürmern, Muscheln und Schnecken im weichen Schlamm. Ihnen dienen aber auch Wasserpflanzen oder Plankton als pflanzliche Nahrung. Brachsen können vor allem in größeren Strömen und Seen große Schwärme bilden, welche wie Staubsauger den Boden durchwühlen, Nahrungsvorräte an einem Ort sehr schnell aufbrauchen und dann unruhig weiterziehen. Sie bilden wie andere Friedfische sogenannte Brachsenstraßen, Futterrouten durch das Gewässer, welche zu verschiedenen Tageszeiten aufgesucht werden.
Der Weg eines Brachsenschwarmes ist im flachen Wasser leicht durch aufsteigende Bläschen von Sumpfgas bemerkbar, welche beim Durchwühlen des Bodens freigesetzt werden.

## Fortpflanzung

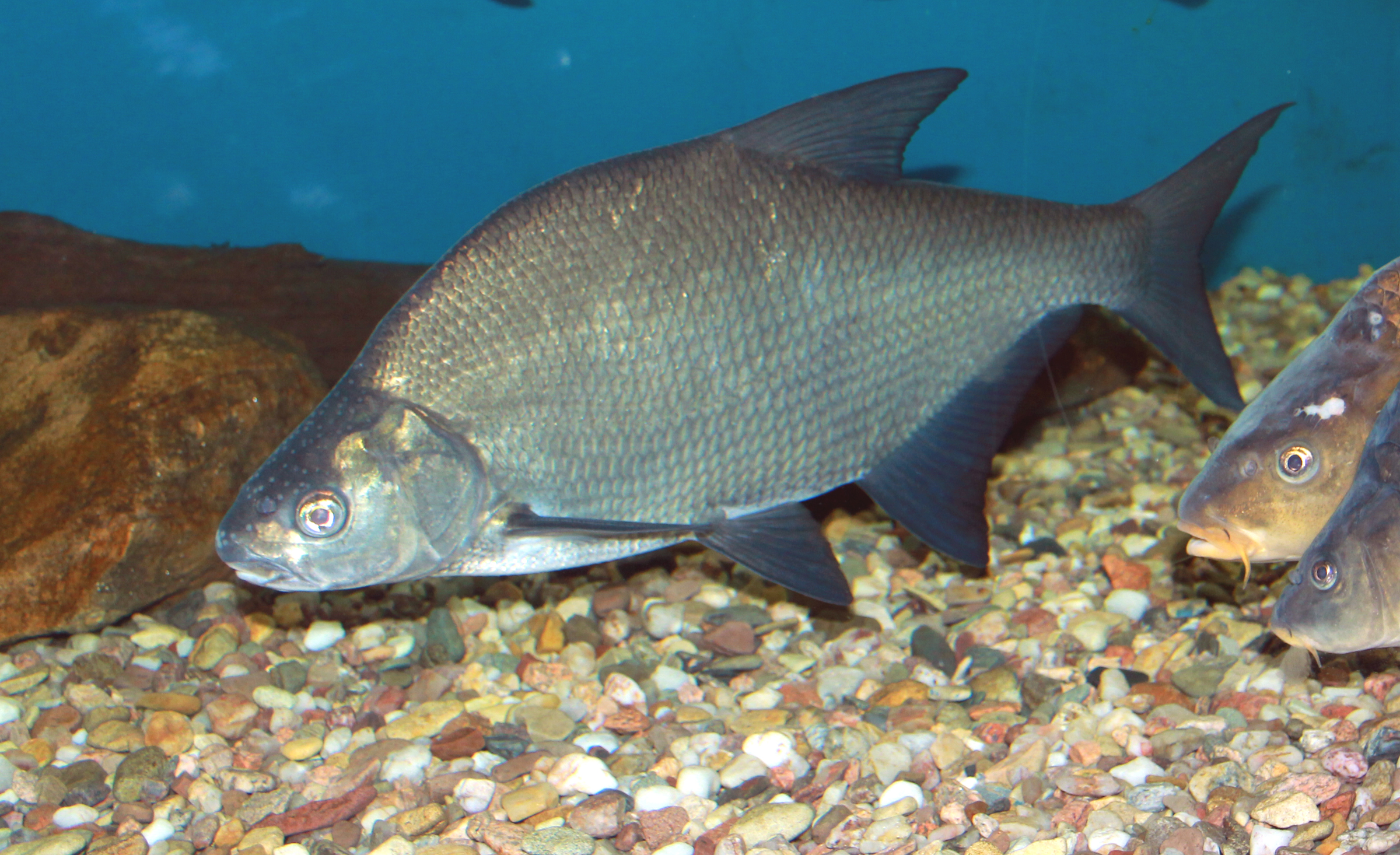
Brachse in der Ausstellung Unterwasser-Moldau in Prag

Die Laichzeit der Brachsen liegt im April bis Juli und dauert etwa zwei Wochen. Bei plötzlichem Wetterumschwung wird das Laichen unterbrochen und später fortgesetzt. Während der Laichzeit fällt beim Männchen an Körper und Kopf deutlich ein Laichausschlag auf.
Bei mitunter heftigen Laichspielen legen die Weibchen ihre 150.000 bis 300.000 klebrigen Eier von 1,6 bis 2 mm Durchmesser an Wasserpflanzen ab, in Gebieten ohne Wasserpflanzen werden sie auch an Steine oder Wurzeln geklebt. Die Larven schlüpfen nach drei bis zwölf Tagen und heften sich mit speziellen Klebedrüsen ebenfalls an Wasserpflanzen fest, bis ihr Dotter verbraucht ist. Nach drei bis vier Jahren sind die Tiere geschlechtsreif.

## Verbuttung
Besonders in flachen und nährstoffreichen Seen Norddeutschlands führt das enorme Vermehrungspotential der Brachsen zu Massenentwicklungen, die dann oftmals mit stagnierendem Individualwachstum verbunden sind. Wenn Raubfische fehlen, neigen Brachsen auch in Kleingewässern (z. B. Regenrückhaltebecken) zum Zwergwuchs. Sie werden dann selten über 10 Zentimeter lang und haben im Vergleich zum Körper ungewöhnlich große Augen. Diese sogenannte Verbuttung kommt bei allen Weißfischen vor (Karpfenfische mit Ausnahme von Karpfen), aber zum Beispiel auch bei Flussbarschen.
Bedingt durch die hohe Individuendichte der verbutteten Brachsen ist deren Bestand in einem solchen Gewässer extrem krankheitsanfällig. Innerhalb kürzester Zeit sind die verbutteten Brachsen frühzeitig geschlechtsreif und begründen die nächste Generation von Miniaturfischen. Setzt man diese Fische in ein Gewässer mit hohem Nährstoffangebot ein, so entwickeln sie sich wieder völlig normal.
Die Neigung zur Verbuttung bei Überpopulation ist das größte Problem bei der Suche nach Großbrassen. Es ist schwierig, Gewässer zu finden, in denen überhaupt große Brassen vorkommen.

## Gefährdung und Schutz
Brachsen haben wie alle Weißfische eine hohe Vermehrungsrate und bevölkern die trägen, langsam fließenden Unterläufe großer Flüsse und warmer Seen als Leitfische der Brachsenregion in einer sehr großen Zahl. Eine Gefährdung der Brachsen ist nicht absehbar, da sie sich gut an anthropogene Gewässerbeeinflussungen und deren Folgen anpassen können. Die Weltnaturschutzunion IUCN führt die Brachse in der Roten Liste gefährdeter Arten und beurteilt sie als nicht gefährdet (Least Concern).
Wiederholt fallen regelmäßig ganze Jahrgänge der Brachsen aus, die Jungfische überstehen den ersten Winter vermutlich aus Nahrungsmangel (Ursachen unbekannt) nicht. Man kann dies als natürliche Populationsregulation der Art sehen, es gefährdet ihren Fortbestand nicht.

## Nutzung
Im Vergleich mit historischen Angaben ist vor allem ein Verlust des wirtschaftlichen Absatzes zu verzeichnen. Wegen des grätenreichen Fleisches wird die früher als Brotfisch verkaufte Brachse kaum noch gegessen.
Aufgrund der Einwanderung von Osteuropäern gewinnt die Brachse leicht an Bedeutung, ca. 3 Euro werden pro Kilogramm Brachsenfilet aus einem sauberen unbelasteten Gewässer bezahlt.
Brachsen werden in der Regel beim Stipp- oder Feederangeln (Angeln mit Pose oder eine bestimmte Form des Grundangelns) gefangen. Köder sind Regenwürmer, Maden, Mais, auch kleine Boilies besonders für kapitale Brachsen ab 2,5 kg aufwärts. Selektiv auf den Fang von Großbrachsen können unter Umständen Hakenköder wie Tauwürmer, Maiskörner oder Caster (verpuppte Maden) wirken. In von Menschen stark frequentierten Gewässern wie Baggerseen werden Brachsen ähnlich scheu wie Karpfen und schwerere Exemplare können dann meist nur noch bei Dämmerung oder Nacht gefangen werden.
In freien Gewässern bilden Brachsen einen Großteil der Fisch-Biomasse. Kleinere Exemplare der Brachsen werden zu allen Tages- und Nachtzeiten in größerer Anzahl gefangen. In Europa sind die Skanderborgseen und die Gudenau in Dänemark Rekordgewässer für Massenfänge.